# ドコモサービス北陸
ドコモサービス北陸株式会社は、かつて北陸地方（福井県、石川県、富山県）を事業区域とするエヌ・ティ・ティ・ドコモ北陸の完全子会社であった。かつての直営だったドコモショップの運営やコールセンター業務、ドコモショップやNTTドコモ北陸支社関連への人材派遣業務などを主な業務としていた。

本社は石川県金沢市にあった。

2014年7月1日にドコモエンジニアリング北陸株式会社と合併し、株式会社ドコモCS北陸となった。

## 所在地
- DS金沢南店 － 石川県野々市市稲荷2-154
- DS富山店 － 富山県富山市花園町2-6-10